# ニューメディア (ケーブルテレビ局)
株式会社ニューメディアは、山形県米沢市に本社をおく第三セクターのケーブルテレビ局である。
また超短波放送（FM放送）の特定地上基幹放送事業者でもある。

## 概要
1986年6月、山形県や置賜地方の自治体の他、民間企業も出資する第三セクター方式で設立される。当初は米沢市のみをサービスエリアにしていたが、順次、南陽市、川西町、高畠町にも対象エリアを広げた。
2000年10月1日、加入者の伸び悩みから経営難に陥っていた函館ケーブルテレビ放送から営業譲渡され、翌年4月、NCVは函館センターを開局した。
2008年9月にメディアッティ・コミュニケーションズからケーブルネット新潟の経営権を取得。翌2009年1月にNCVは同社を合併した。
2017年7月、NCVが福島センターを開局。福島市においてケーブルテレビが初めて進出した。
NCVの略称は「ニコニコケーブルテレビジョン」（Nikoniko Cable teleVision）と「ニューセンチュリービジョン」（New Century Vision）の二つの意味を持つ。本社（米沢地区）・福島センターでは主に前者が、函館センター・新潟センターでは主に後者が用いられる。

## 沿革
- 1986年（昭和61年）6月5日 - 株式会社ニューメディア米沢（ニューメディアよねざわ）設立。
- 1987年（昭和62年）4月 - 開局。
- 1996年（平成8年）7月 - 郵政大臣より第1種電気通信事業許可。
- 1997年（平成9年）4月 - デジタルデータ伝送（エリア内イントラネット）事業開始。
- 1998年（平成10年）4月 - インターネットを含むデジタルデータ伝送事業開始。
- 2000年（平成12年）
  - 7月 - 株式会社ニューメディアに社名変更。
  - 10月1日 - 函館ケーブルテレビ放送株式会社を譲受。
- 2001年（平成13年）4月 - 函館センターが開局。
- 2008年（平成20年）9月 - 株式会社メディアッティ・コミュニケーションズから株式会社ケーブルネット新潟の経営権を取得。
- 2009年（平成21年）1月 - 「株式会社ケーブルネット新潟」と合併。
- 2016年（平成28年）3月 - 開局に先立て「福島センター」のホームページを開設。
- 2017年（平成29年）7月 - 福島センターが開局。

## サービスエリア
- 本社（米沢地区） - 山形県米沢市、南陽市、東置賜郡高畠町、東置賜郡川西町
- 函館センター - 北海道函館市（函館市内であっても蛾眉野町や旧戸井町・恵山町・椴法華村・南茅部町ではサービスを受けられない）、北斗市、亀田郡七飯町
- 新潟センター - 新潟県新潟市中央区・西区・東区・江南区・北区（一部対象外）
- 福島センター - 福島県福島市中心部

## 主な放送チャンネル

### 地上波系列別再送信局
| エリア           | NHK-G   | NHK-E   | NNN/NNS          | ANN              | JNN            | TXN          | FNN/FNS                | JAITS |
| ---------------- | ------- | ------- | ---------------- | ---------------- | -------------- | ------------ | ---------------------- | ----- |
| 本社（米沢地区） | NHK山形 | NHK山形 | 山形放送         | 山形テレビ       | テレビユー山形 |              | さくらんぼテレビジョン |       |
| 函館センター     | NHK函館 | NHK函館 | 札幌テレビ放送   | 北海道テレビ放送 | 北海道放送     | テレビ北海道 | 北海道文化放送         |       |
| 新潟センター     | NHK新潟 | NHK新潟 | テレビ新潟放送網 | 新潟テレビ21     | 新潟放送       |              | NST新潟総合テレビ      |       |
| 福島センター     | NHK福島 | NHK福島 | 福島中央テレビ   | 福島放送         | テレビユー福島 | 福島テレビ   |                        |       |

### テレビ局

#### ホームターミナル
| ch | エリア                                                | エリア                 |
| ch | 本社（米沢地区）                                      | 函館センター           |
| -- | ----------------------------------------------------- | ---------------------- |
| 1  | ファミリー劇場                                        | UHB北海道文化放送      |
| 2  | TUYテレビユー山形                                     | BSフジ                 |
| 3  | スペースシャワーTV                                    | TVhテレビ北海道        |
| 4  | SAYさくらんぼテレビジョン                             | NHK函館総合            |
| 5  | 日テレNEWS24                                          | BS-TBS                 |
| 6  | NHK山形Eテレ                                          | HBC北海道放送          |
| 8  | NHK山形総合                                           | HTB北海道テレビ放送    |
| 9  | NCV9チャンネル                                        | 地域情報チャンネル     |
| 10 | YBC山形放送                                           | NHK函館Eテレ           |
| 11 | YTS山形テレビ                                         | BS日テレ               |
| 12 | スーパー!ドラマTV                                     | STV札幌テレビ放送      |
| 13 | TBSチャンネル（終了）                                 | BS朝日                 |
| 14 | 旅チャンネル（終了）                                  | BSテレ東               |
| 15 | アニマルプラネット（終了）                            | ウェザーニューズ       |
| 16 | ショップチャンネル                                    |                        |
| 17 | NHK BS（終了）                                        | NCV文字情報館          |
| 18 | NHK BS（終了）                                        | ショップチャンネル     |
| 19 | WOWOWプライム（終了）                                 |                        |
| 20 |                                                       | QVC                    |
| 22 | NCVかわら版（文字情報）                               |                        |
| 23 | お天気情報                                            |                        |
| 28 | ガイドチャンネル 市民循環バス運行情報（7:00 - 20:00） | NHKBS（終了）          |
| 29 |                                                       | NHKBS（終了）          |
| 30 | テレ朝チャンネル2（終了）                             |                        |
| 31 | ディスカバリーチャンネル（終了）                      |                        |
| 32 | チャンネルNECO（終了）                                |                        |
| 33 | ムービープラス（終了）                                |                        |
| 34 | GAORA SPORTS（終了）                                  |                        |
| 35 | J sports 3（終了）                                    |                        |
| 36 | ゴルフネットワーク（終了）                            | 函館競輪チャンネル     |
| 37 | スカイA（終了）                                       | 日テレジータス         |
| 38 | 日経CNBC（終了）                                      | 日テレNEWS24           |
| 39 | 日テレジータス（終了）                                |                        |
| 40 | キッズステーション（終了）                            |                        |
| 44 | BS日テレ                                              |                        |
| 45 | BS朝日                                                |                        |
| 46 | BS-TBS                                                |                        |
| 47 | BSテレ東                                              |                        |
| 48 | BSフジ                                                |                        |
| 71 | スター・チャンネル（終了）                            |                        |
| 72 | 衛星劇場（終了）                                      | WOWOWプライム          |
| 74 |                                                       | グリーンチャンネル     |
| 75 |                                                       | 衛星劇場               |
| 76 |                                                       | プレイボーイチャンネル |
| 78 | グリーンチャンネル                                    |                        |

- 2008年3月31日、本社で20chによるNHK文字放送の送信を終了。
- 2012年3月31日、本社にてホームターミナルによる民放系衛星放送、CS系チャンネル、NCVかわら版、お天気チャンネル、ガイドチャンネルの再送信を終了した。
- 2015年3月末、ホームターミナルによる地上波民放局、本社のNCV9チャンネルの再送信を終了。

#### セットトップボックス
| ch          | エリア                      | エリア                      | エリア                      | エリア                   |
| ch          | 本社（米沢地区）            | 函館センター                | 新潟センター                | 福島センター             |
| ----------- | --------------------------- | --------------------------- | --------------------------- | ------------------------ |
| TV011       | NHK山形総合                 | HBC北海道放送               | NHK新潟総合                 | NHK福島総合              |
| TV021       | NHK山形Eテレ                | NHK函館Eテレ                | NHK新潟Eテレ                | NHK福島Eテレ             |
| TV031       |                             | NHK函館総合                 |                             |                          |
| TV041       | YBC山形放送                 |                             | TeNYテレビ新潟放送網        | FCT福島中央テレビ        |
| TV051       | YTS山形テレビ               | STV札幌テレビ放送           | UX新潟テレビ21              | KFB福島放送              |
| TV061       | TUYテレビユー山形           | HTB北海道テレビ放送         | BSN新潟放送                 | TUFテレビユー福島        |
| TV071       |                             | TVhテレビ北海道             |                             |                          |
| TV081       | SAYさくらんぼテレビジョン   | UHB北海道文化放送           | NST新潟総合テレビ           | FTV福島テレビ            |
| TV091       | NCV9チャンネル              |                             |                             |                          |
| TV092       | NCVかわら版                 |                             |                             |                          |
| TV101       |                             | NCV （ご案内チャンネル）    |                             |                          |
| TV102       |                             | NCV （交差点カメラ）        |                             |                          |
| TV111       |                             | NCVチャンネル               | NCVチャンネル               |                          |
| TV112       | NCV （ご案内チャンネル）    | NCV （ショップチャンネル）  |                             | NCV （ご案内チャンネル） |
| TV121       |                             |                             | NCV （ご案内チャンネル）    |                          |
| 009         | NCV9チャンネル              |                             |                             |                          |
| 015         |                             |                             | NCV                         |                          |
| 016         |                             |                             | 新潟市議会中継・文字情報    |                          |
| 022         | ライブカメラch              |                             |                             |                          |
| 023         | お天気情報                  |                             |                             |                          |
| 036         |                             | 函館競輪チャンネル          |                             |                          |
| 113         |                             | 交差点カメラ                |                             |                          |
| BS101       | NHK BS                      | NHK BS                      | NHK BS                      |                          |
| BS141       | BS日テレ                    | BS日テレ                    | BS日テレ                    |                          |
| BS151       | BS朝日                      | BS朝日                      | BS朝日                      |                          |
| BS161       | BS-TBS                      | BS-TBS                      | BS-TBS                      |                          |
| BS171       | BSテレ東                    | BSテレ東                    | BSテレ東                    |                          |
| BS181       | BSフジ                      | BSフジ                      | BSフジ                      |                          |
| BS191 - 193 | WOWOW                       | WOWOW                       | WOWOW                       |                          |
| BS200       | BS10                        | BS10                        | BS10                        | BS10                     |
| BS201       | BS10スターチャンネル        | BS10スターチャンネル        | BS10スターチャンネル        | BS10スターチャンネル     |
| BS211       | BS11イレブン                | BS11イレブン                | ※                           | BS11イレブン             |
| BS222       | BS12トゥエルビ              | BS12トゥエルビ              | ※                           | BS12トゥエルビ           |
| 210         | J sports 3                  | J sports 3                  | J sports 3                  |                          |
| 211         | スカイA                     | スカイA                     | スカイA                     |                          |
| 212         |                             |                             |                             |                          |
| 213         | J sports 1                  | J sports 1                  | J sports 1                  |                          |
| 214         | J sports 2                  | J sports 2                  | J sports 2                  |                          |
| 215         | J sports 4                  | J sports 4                  | J sports 4                  |                          |
| 217         | ゴルフネットワーク          | ゴルフネットワーク          | ゴルフネットワーク          |                          |
| 218         | 日テレジータス              | 日テレジータス              | 日テレジータス              |                          |
| 220         |                             |                             |                             |                          |
| 221         | 日本映画専門チャンネル      | 日本映画専門チャンネル      | 日本映画専門チャンネル      | 日本映画専門チャンネル   |
| 222         | チャンネルNECO              | チャンネルNECO              | チャンネルNECO              | チャンネルNECO           |
| 223         | V☆パラダイス                | V☆パラダイス                | V☆パラダイス                | V☆パラダイス             |
| 225         | 東映チャンネル              | 東映チャンネル              | 東映チャンネル              | 東映チャンネル           |
| 226         | 衛星劇場                    | 衛星劇場                    | 衛星劇場                    | 衛星劇場                 |
| 230         | ファミリー劇場              |                             | ファミリー劇場              | ファミリー劇場           |
| 231         | スーパー!ドラマTV           | スーパー!ドラマTV           | スーパー!ドラマTV           |                          |
| 232         |                             | アクションチャンネル        | アクションチャンネル        |                          |
| 234         |                             | 時代劇専門チャンネル        | 時代劇専門チャンネル        |                          |
| ○           |                             |                             | ミステリチャンネル          |                          |
| ○           |                             | チャンネル銀河              |                             |                          |
| 235         | LaLa TV                     | LaLa TV                     | LaLa TV                     |                          |
| 236         | アニマルプラネット          | アニマルプラネット          | アニマルプラネット          |                          |
| 238         | TBSチャンネル１             | TBSチャンネル１             | TBSチャンネル１             |                          |
| 240         | カートゥーン ネットワーク   | カートゥーン ネットワーク   | カートゥーン ネットワーク   |                          |
| 241         | アニマックス                | アニマックス                | アニマックス                |                          |
| 242         | キッズステーション          | キッズステーション          | キッズステーション          |                          |
| 244         | AT-X                        | AT-X                        | AT-X                        |                          |
| 245         | テレ朝チャンネル１          | テレ朝チャンネル１          | テレ朝チャンネル１          |                          |
| ○           |                             |                             | CNNj                        |                          |
| 252         | 日テレNEWS24                | 日テレNEWS24                | 日テレNEWS24                |                          |
| 254         | TBSNEWS                     | TBSNEWS                     | TBSNEWS                     |                          |
| 256         |                             |                             |                             |                          |
| ○           |                             |                             | ヒストリーチャンネル        |                          |
| 258         | テレ朝チャンネル２          |                             | テレ朝チャンネル２          |                          |
| 261         |                             | MUSIC ON! TV                | MUSIC ON! TV                |                          |
| 262         | スペースシャワーTV          | スペースシャワーTV          | スペースシャワーTV          |                          |
| 264         | 歌謡ポップスチャンネル      | 歌謡ポップスチャンネル      |                             |                          |
| 270         | 囲碁・将棋チャンネル        | 囲碁・将棋チャンネル        | 囲碁・将棋チャンネル        |                          |
| ○           |                             |                             | 釣りビジョン                |                          |
| 271         | ショップチャンネル          | ショップチャンネル          | ショップチャンネル          |                          |
| 272         | QVC                         | QVC                         | QVC                         |                          |
| 277         | 旅チャンネル                |                             | 旅チャンネル                |                          |
| 280         | MONDO TV                    | MONDO TV                    | MONDO TV                    |                          |
| 281         | フジテレビTWO               | フジテレビTWO               | フジテレビTWO               |                          |
| 282         | フジテレビONE               | フジテレビONE               | フジテレビONE               |                          |
| 285         | グリーンチャンネル          | グリーンチャンネル          | グリーンチャンネル          |                          |
| 286         | グリーンチャンネル2         | グリーンチャンネル2         | グリーンチャンネル2         |                          |
| 290         | プレイボーイチャンネル      | プレイボーイチャンネル      | プレイボーイチャンネル      |                          |
| 291         | チャンネル・ルビー          | チャンネル・ルビー          | チャンネル・ルビー          |                          |
| 292         | レインボーチャンネル        | レインボーチャンネル        | レインボーチャンネル        |                          |
| 293         | ミッドナイトブルー          | ミッドナイトブルー          | ミッドナイトブルー          |                          |
| 502         | ディスカバリーチャンネル HD | ディスカバリーチャンネル HD | ディスカバリーチャンネル HD |                          |
| 504         | ムービープラス HD           | ムービープラス HD           | ムービープラス HD           |                          |
| 511         | GAORA SPORTS HD             | GAORA SPORTS HD             | GAORA SPORTS HD             |                          |
| 521         | Jsports1 HD                 |                             |                             |                          |
| 522         | Jsports2 HD                 |                             |                             |                          |
| 523         | Jsports3 HD                 |                             |                             |                          |
| 524         | ゴルフネットワークHD        |                             |                             |                          |
| 525         | 日テレジータス HD           |                             |                             |                          |
| 526         | スカイA HD                  |                             |                             |                          |
| 577         | アニマックス HD             |                             |                             |                          |

- デジタルTV（セットトップボックス）はI-HITSを使用している。
- 地上デジタル放送は本社（米沢地区）、函館センター共にパススルー方式である。
- 本社（米沢地区）の地上デジタル放送の再送信は米沢中継局の開局に先行して、2005年12月1日から開始。
- 函館センターの地上デジタル放送の再送信は函館山送信所からの放送に先駆けて、2006年7月10日から開始（北海道内の放送局の配信の為、区域外再放送では無い）。当初は札幌送信所からの放送を再送信していたが、2007年（平成19年）9月までに函館山送信所からの直接受信に切り替わった。
- 2007年4月より、本社（米沢地区）における新規契約はデジタル（セットトップボックス）のみとなった。なお、同年3月までに契約したアナログ（ホームターミナル）は、そのまま使用できる。
- 2011年3月31日より、AT-X、テレ朝チャンネル、ミッドナイトブルーの再送信を開始。放送大学も080ch（本社）から274chに変更。
- 2012年10月より、GAORA、ムービープラス、ディスカバリーチャンネルのHD化が決定。それに伴い、旧チャンネル・212chのGAORA、220chのムービープラス、256chのディスカバリーチャンネルの再送信が終了。

#### STBのタイプ
- 標準タイプ - Panasonic TZ-DCH820
- HDD内蔵タイプ - Panasonic TZ-DCH2810
- レンタルタイプ - NEC CM4610T
- DVD/HDD内蔵タイプ - Panasonic TZ-DCH9810
- BD/HDD内蔵タイプ - Panasonic TZ-BDW900P
- 無料タイプ1 - MASPRO DST62（テレビとネット両方契約時のみでの無料レンタル）
- 無料タイプ2 - Panasonic TZ-DCH821（機種が違う場合あり）（ケーブルライン加入で無料レンタル）

### ラジオ局
| 76.5 | Date fm            | FM NORTH WAVE | FM KENTO   |  |  |
| 77.1 |                    | AIR-G'        |            |  |  |
| 77.5 |                    |               | FM-NIIGATA |  |  |
| 77.7 |                    | FMいるか      |            |  |  |
| 78.3 | NHK函館FM          |               |            |  |  |
| 78.7 | J-WAVE             |               |            |  |  |
| 79.0 |                    |               |            |  |  |
| 79.3 | J-POP REFRAIN      |               |            |  |  |
| 79.9 | FM山形             |               |            |  |  |
| 80.5 | MEGA HITS          |               |            |  |  |
| 81.0 |                    | J-WAVE        |            |  |  |
| 81.1 | J-HITS             |               |            |  |  |
| 81.3 |                    | J-WAVE        |            |  |  |
| 81.6 | 放送大学FM         |               |            |  |  |
| 81.7 | EASY LISTENING     |               |            |  |  |
| 82.3 | THE青春歌謡        |               | NHK新潟FM  |  |  |
| 82.9 | CLASSIC GARDEN     |               |            |  |  |
| 83.4 | FM NCV おきたまGO! |               |            |  |  |
| 84.8 | NHK山形FM          |               |            |  |  |
| 86.0 | 放送大学FM         |               |            |  |  |

## インターネット
ケーブルを使ったOMN（Open Multimedia Network）のインターネットサービスも行っている。他にも受信地域ではパソコン入門からワード・エクセル講座、インターネット等の無料パソコン教室も各地で行っている。最近ではIPフォン（NCVフォン）も取り入れている。
なお、函館センターと新潟センターではインターネットのみの契約が可能だが、本社（米沢地区）でインターネットを利用する場合はテレビとのセット契約が必要となる。
2012年12月より本社（米沢地区）でNCVヒカリギガがスタートした。2012年11月11日より先行受付開始。速度は国内最速の1Gbps。最初は松が岬、林泉寺のみだが、エリアは順次拡大した。

### 本社（米沢地区）

#### レギュラーコース（一般向け）
- 通信速度（下り）（上り速度は共に1Mbps）
  - 4Mbps
  - 6Mbps
  - 20Mbps

#### エクセレントコース（サーバー接続向け）
サーバー接続の場合、別途にオプションのサーバー接続が必要。
- 通信速度（上り／下り）
  - 1.5Mbps/5.0Mbps

#### NCVヒカリギガ（1Gbps）
- トリプル2年割（インターネット、テレビ、電話）
- ペア2年割(インターネット、テレビ）
- 2年割（インターネット、電話）
- 2年割（インターネット）

### 函館センター

#### 一般向け
- 通信速度（下り／上り）
  - 5Mbps/512kbps
  - 5Mbps/1Mbps
  - 10Mbps/1.5Mbps
  - 15Mbps/1Mbps
  - 1Gbps/1Gbps

#### サーバ接続向け
サーバ接続料が別途必要。
- 通信速度（下り）
  - 128kbps
  - 192kbps
  - 256kbps
  - 512kbps
  - 1Mbps
  - 1.5Mbps

### 新潟センター
- 通信速度（下り／上り）
  - 2Mbps/512kbps
  - 8Mbps/1Mbps
  - 20Mbps/2Mbps
  - 160Mbps/10Mbps

### オプション
- 本社（米沢地区）
  - メール・アカウント追加
  - IPアドレス追加
  - ホームページ容量追加（10MB）
  - サーバー接続
  - グローバルDHCPサービス
  - グローバル固定IPオプションサービス
  - メール・アカウント変更
  - NCVフォン
  - ダイヤルアップサービス
- 函館センター
  - メールアカウント追加
  - アカウント変更
  - IPアドレス追加
  - グローバルIPアドレス追加
  - ホームページ容量追加（5MB毎）
  - NCVフォン
  - 速度変更
- 新潟センター（ケーブルネット新潟・チューリップNET）
  - IPアドレスの追加（2Mサービスを除く）
  - メールウィルス・ホームページウィルススキャン
  - マイシールド（ファイアウォールサービス）
  - ホームページ容量追加（最大+100MB、2Mサービスを除く）
  - メール転送
  - モバイルアクセス
  - ペアレント・アイ（コンテンツフィルタリングサービス）

## 固定電話サービス
ソフトバンクテレコム株式会社と共にニューメディア米沢センターが米沢市、南陽市、高畠町、川西町で提供しているCATVサービス利用者に対してケーブルラインの提供を2009年10月1日より営業開始、10月中旬よりサービスを開始した。またKDDI提供のケーブルプラスの提供も行っている。

## コミュニティ放送
エフエムNCV おきたまGO!（エフエムエヌシーブイ おきたまご!）の愛称で、米沢市、南陽市、東置賜郡高畠町、川西町の各一部地域を放送区域とするコミュニティ放送をしている。2012年（平成24年）12月24日に開局。

### 概要
山形県で4局目、置賜地方では初のコミュニティ放送局である。金子建設工業とHKYが開局時からマスメディア集中排除原則にいう支配関係にある。
保有する特定地上基幹放送局の呼出名称は「よねざわNCVエフエム」。演奏所は米沢市春日の本社に、送信所は米沢市大字李山字矢沢（天元台）にあり、周波数83.4MHz、空中線電力20Wで送信している。放送対象地域を東南置賜2市2町（上記の4市町）と称している
。一時期、中継局を南陽市役所に置いていた。
自社制作番組とミュージックバードの番組をあわせて24時間放送をしている。
インターネット配信はJCBAインターネットサイマルラジオによる。コミュニティチャンネルのライブカメラ映像のバックの音声としてサイマル放送もしている。

### 沿革
- 2012年（平成24年）
  - 12月17日 - 特定地上基幹放送局の予備免許取得[8]。
  - 12月18日 - 試験電波発射開始[8]。
  - 12月21日 - 特定地上基幹放送局の免許取得[9]。
  - 12月24日 - 開局。
- 2013年（平成25年）
  - 4月1日 - JCBAインターネットサイマルラジオによる配信開始[10]。
  - 4月18日 - 日本コミュニティ放送協会に加盟[11]。
  - 9月26日 - 中継局の免許取得[12]
    - 後に廃止[13]
- 2022年（令和4年）4月1日 - インターネットサイマルラジオサーバ変更に伴い、JCBAインターネットサイマルラジオサイトまたはラジオアプリ「Radimo」での聴取対応となった。また、3月末以降アプリ「TuneIn Radio」での聴取が不可となる。
- 2023年（令和5年）4月3日 - 月～金曜日の朝・昼・夕方の生ワイド番組が、丸々ケーブルテレビNCVとの同時生放送（番組内やタイムテーブル上では『MIX LIVE』と称している）となり、テレビではラジオスタジオ内の模様を見ることが出来る。

### 主な番組
| 平日 - Live8→10（ライブ・エイト・テン、2020年3月30日 - 、平日 8:00 - 10:00） - スイッチ ON♪（2020年3月30日 - 、平日 11:00 - 14:00） - 上記の2番組は、2023年3月31日まで、前半の1時間のみテレビとの同時生放送を行っていた。 - 『スイッチ ON♪』は、11時台は長井市・エフエムい～じゃん おらんだラジオへもネット。 - Nトピ+プラス（エヌトピ・プラス、2021年4月5日 - 、平日 16:00 - 18:30） - ケーブルテレビNCVとの共同制作。2023年3月31日放送分までは16:00 - 17:30はラジオ単独の生放送、17:30 - 18:30はテレビとの同時生放送。 - ただし上記３番組の放送時間帯を中心に、全国高等学校野球選手権大会山形県大会にて地元高校の出場試合が行われる場合と、毎年5月3日に開催される上杉まつり（川中島合戦）に当たる場合は、休止または時間変更となる。 - また、毎年12月29日 - 1月3日も休止となる。 - 前述の通り、2023年4月3日放送分からはラジオ・テレビの完全同時生放送となる。 | その他 - おきたまGo!Time（収録番組を総称しており、平日深夜及び土日に随時放送） |

## 区域外再放送について（米沢地区）
米沢地区における区域外再放送は1989年（平成元年）4月の開局時から行われて、受信点は天元台高原に設置されていた。当時はテレビユー山形（TBS系列）は開局しておらず、山形放送（当時は日本テレビ系列とテレビ朝日系列のクロスネット）と山形テレビ（当時はフジテレビ系列）も他系列がかなり混在した番組編成だった為、民放テレビ主要4系列が揃っている在仙民放テレビ局と県外の民放FM局が視聴出来た。1997年（平成9年）4月にさくらんぼテレビが開局し、山形県も民放テレビ主要4系列が揃った為、在仙民放テレビ局はVHF再送信からホームターミナルでの再送信に変更された。
2006年（平成18年）、県外波の受信鉄塔近傍に地上デジタル放送米沢中継局の送信鉄塔が建設された。また、UHF帯32chで東日本放送（仙台本局・アナログ）と山形放送（米沢中継局・デジタル）、34chでミヤギテレビ（仙台本局・アナログ）と山形テレビ（米沢中継局・デジタル）のチャンネルが重複した。その混信対策として、同年11月1日 3:35頃に（各局の放送終了を見計らって）開局時から続いていた在仙民放テレビ4局の区域外再放送が中止された。東北放送・仙台放送はVHF帯の為にデジタル中継局の影響を受けないが、再送信再開は無かった。
FM放送に関しても2007年（平成19年）3月31日をもって、FM岩手とFM新潟の区域外再放送を中止した。

## その他の情報
米沢地区では、普及率が高いため毎月1日に新聞折込で1ヶ月の番組表が配布されている。アパートなどで集団契約をしている場合は家主が直接配布することもある。新聞折込での番組表配布は全国的にも数少ない形態である。なお、新聞購読をしていない世帯が番組表を希望する場合は、郵送などによる対応も行っている。
米沢地区・函館センターのコミュニティチャンネル（9チャンネル）では、他CATV局と番組を相互供給することがある。米沢地区のコミュニティチャンネルは2007年9月より地上デジタル規格でのデジタルテレビ放送を始めた。（リモコンキーIDは9）常時、標準画質で2chを使用しており、独自データ放送は行っていない。EPG（電子番組表）にはコミュニティチャンネルの分も掲載されている。
米沢地区・函館センターにおいて、2008年6月にWiMAX予備免許取得。「デジアナ変換」は函館センターにおいては、2015年4月30日終了し、米沢センターでは、同年3月31日 12:00で終了。